# I Was a Mail Order Bride
I Was a Mail Order Bride is een Amerikaanse romantische komedie uit 1982, geregisseerd door Marvin J. Chomsky en met in de hoofdrollen Valerie Bertinelli en Ted Wass. Deze televisiefilm werd voor het eerst uitgezonden door CBS op 14 december 1982.

## Verhaal
Kate Tosconi is een journaliste van begin 20 die in Chicago werkt voor het vrouwenblad Contemporary Woman Magazine. Ze heeft een speciale interesse in treinen en wil een artikel schrijven over spoorvervoer. Haar baas Dottie Birmington staat haar echter alleen toe om het stuk te schrijven als ze ook een artikel schrijft over postorderbruiden. Ze plaatst met tegenzin een huwelijksadvertentie, waarop Robert Fitzgerald reageert.
Robert is een succesvolle zakenman in Los Angeles die voortdurend concurreert met zijn zakenpartner Joe Kimbel. Voor zijn nieuwste weddenschap wordt Robert uitgedaagd om een postorderbruid in huis te nemen en twee weken lang geen seks met haar te hebben. Al snel pakt Kate haar koffers en reist naar Los Angeles, waar ze meteen interesse krijgt in Robert. Ze merkt dat hij een aardige vent is en voelt zich schuldig dat ze hem gebruikt voor een artikel. Uiteindelijk worden ze verliefd op elkaar en Kate annuleert het artikel.
Wanneer Robert op een avond dronken is, wordt hij door Kate naar huis gebracht. Ze probeert hem te verleiden, maar hij valt in slaap. De volgende dag grapt ze dat ze seks met hem heeft gehad. Robert, die denkt dat hij de weddenschap verloren heeft, geeft de hele waarheid toe. Kate is woedend dat ze deel uitmaakte van een weddenschap en weigert hem te geloven als hij haar vertelt dat hij ondertussen verliefd op haar is geworden. Ze vertrekt onmiddellijk naar huis en schrijft een vernietigend artikel over Robert. Als hij het artikel leest, is hij woedend en klaagt haar aan wegens smaad.
In de rechtbank zijn ze aanvankelijk boos op elkaar, maar ze beseffen al snel dat ze nog steeds van elkaar houden. Robert wint de zaak, waarna Kate hem schriftelijk haar excuses moet aanbieden. Nadat ze dit heeft gedaan, vertrekt ze met de trein huiswaarts. Robert wordt echter door Kates vader aangemoedigd om achter haar aan te gaan. Hij haalt nog net de trein en uiteindelijk komt alles goed.

## Rolverdeling
| Acteur             | Personage               |
| ------------------ | ----------------------- |
| Valerie Bertinelli | Katarina "Kate" Tosconi |
| Ted Wass           | Robert Fitzgerald       |
| Kenneth Kimmins    | Joe Kimbel              |
| Karen Morrow       | Eve Whister             |
| Holland Taylor     | Dottie Birmington       |
| Sam Wanamaker      | Frank Tosconi           |
| Jack Collins       | Archibald Trucker       |
| Jason Bernard      | Judge                   |
| Judith Baldwin     | Rita Kimbel             |

## Ontvangst
I Was a Mail Order Bride kreeg overwegend negatieve kritieken. Nochtans was de film in de week van zijn release het negende meest bekeken programma in primetime in de Verenigde Staten.